# Palm Valley (Texas)
Palm Valley ist eine den Status einer eigenständigen Stadt (City) genießende Suburb am nordwestlichen Rand von Harlingen – dem westlichen Eckpunkt der hauptsächlich im südtexanischen Cameron County gelegenen Metropolregion Brownsville–Harlingen–Raymondville. Palm Valley wurde Ende der 1960er auf dem Gelände des ehemaligen Stadtflughafens von Harlingen begründet. Betreiber der Erschließung war der dort ansässige Country Club; der Beiname der Stadt lautet: Home of the Harlingen Country Club. Die Einwohnerzahl der – im Wesentlichen um den heutigen Golfplatz herum gebauten – Ansiedlung betrug laut Census 2020 1.413 Personen.

## Geografie
Palm Valley liegt westlich von Harlingen, der zweitgrößten Stadt des südtexanischen Cameron County. Nachbarorte sind: im Osten Las Palmas II, im Westen die Außenbezirke von Harlingen und im Norden die Town Primera. Die rund 0,6 Quadratkilometer große Stadtfläche hat die Form eines hochkantigen Rechtecks. Im Zentrum der Ansiedlung liegt der vom Harlingen Country Club betriebene Golfplatz; um diesen herum gruppieren sich die Wohngebiete. Umrandet wird die Stadtfläche von der Stuart Place Road im Westen, der Dilworth Road im Osten und der Farm Road 2994 (Wilson Road) im Norden. Wichtigste Ortsstraße ist der den Golfplatz umrundende Palm Valley Drive. Der von West nach Ost laufende Bougainvillea Drive durchteilt die Stadt ungefähr in der Mitte. Weitere Städte und Orte in unmittelbarer Umgebung sind La Feria, Combes sowie Santa Rosa.

## Geschichte
Palm Valley wurde Ende der 1960er Jahre als Neubau-Ansiedlung auf dem Gelände des ehemaligen Stadtflughafens von Harlingen errichtet. Ursprünglicher Gründungszweck war die Schaffung eines neuen Country Clubs für Harlingen, nachdem dessen altes, in den 1950er Jahren gebautes Clubhaus im Jahr 1967 abgebrannt war. Die durch den Hurrikan Beulah verursachten Überschwemmungen im selben Jahr hatten zur Folge, dass die Stadt Harlingen einen neuen, größeren Flughafen in Betrieb nahm und das Gelände des alten Stadtflughafens nunmehr vakant wurde. In diese Lücke stieß ein aus Mitgliedern des Country Clubs bestehendes Erschließungs-Konsortium. Finanziert durch Versicherungs-Auszahlungen, Mitglieder-Rücklagen sowie ein Darlehen der First National Bank of Harlingen (heute: Bank of America) wurde das Terrain des heutigen Stadtgebiets Zug um Zug erschlossen.
Die Erschließung erfolgte nach Quadranten und umschloss zunächst die beiden südlichen Viertel. Der beauftragte Landschaftsarchitekt sah hierfür hauptsächlich Häuser im sogenannten Hacienda-Stil vor. Nachdem das ursprünglich gesteckte Hauptziel – ein neuer Country Club sowie ein Golfplatz im Zentrum des Areals – erreicht war, stieg das ursprüngliche Erschließungs-Konsortium aus dem Projekt aus und verkaufte es an andere Investoren weiter.
Der ursprünglich mit dem Projekt verbundene Plan eines Anschlusses an Harlingen scheiterte. Harlingen lehnte die Eingliederung aufgrund zu hoher Kosten ab. In der Folge konstituierte sich Palm Valley als eigenständige Stadt mit dem Status City. Die Besiedlung und damit verbundene Hausbauten erfolgen hauptsächlich durch zugewanderte Rentner aus dem Mittelwesten. Ab 1985 war die Stadt nicht mehr primär ein Außenbezirk von Harlingen, sondern vielmehr eine eigenständige, hauptsächlich von zugezogenen Rentnern dominierte Stadt. Entsprechend hoch war auch der Altersdurchschnitt. Die Einwohnerzahlen schwankten bis zur Jahrtausendwende erheblich; erst nach der Jahrtausendwende stabilisierten sie sich dauerhaft über der 1000er-Marke.
Die Erschließung der beiden nördlichen Stadtquadranten war ab 1975 in Angriff genommen worden. Um 1995 ging das Volumen der noch neu erwerbbaren Grundstücke langsam zur Neige. Im neuen Jahrtausend war auch die soziografische Zusammensetzung der Einwohnerschaft spürbaren Veränderungen unterworfen. Dominierte in der Gründungsphase das Segment der neu zugezogenen Altersrentner, zogen nunmehr verstärkt Bewohner hispanischer Abstammung zu. Matt George, einer der Siedlungs-Begründer, bewertet in seiner auf der Stadt-Homepage publizierten Darstellung der Entwicklungsgeschichte von Palm Valley diesen Trend positiv – ungeachtet der Tatsache, dass, so George, die politischen Geschicke der Stadt nach wie vor von dem Segment der zugezogenen Altersrentner bestimmt würden.

## Demografie
Die Einwohneranzahl von Palm Valley belief sich im Jahr 1984 auf 935. 1990 hatte sie die Tausender-Marke überschritten; mit Ausschlägen nach oben und unten bewegt sie sich seither unterhalb der Marke 1500. Laut Zensus aus dem Jahr 2020 belief sich die Einwohnerschaft auf 1413. 676 davon waren männlich, 737 weiblich, 221 Kinder und Jugendliche, 692 Erwachsene unter 65 sowie rund 500 Erwachsene über 65. Als Hispanics respektive Latinos bezeichneten sich 619, als nicht-hispanisch 794. Beim Kriterium „Race“ gaben 910 die Kategorie „Weiße“ an, 85 andere Kategorien (wie „Afroamerikaner“, „Indigen“ oder „Asiaten“) und 368 die Kategorie „Mehrere“.
Weitere statistische Angaben. Das Median-Haushaltseinkommen beläuft sich der Seite DataUSA zufolge derzeit auf 67.500 US-Dollar. Der Altersmedian liegt bei 50,3 Jahren, die Armutsquote bei 6,27 Prozent.

## Bildung
Palm Valley wird durch den Harlingen Consolidated Independent School District versorgt. Darüber hinaus bestehen Bewerbungsmöglichkeiten für Schulen des South Texas Independent School Districs.